# Ariadnefaden

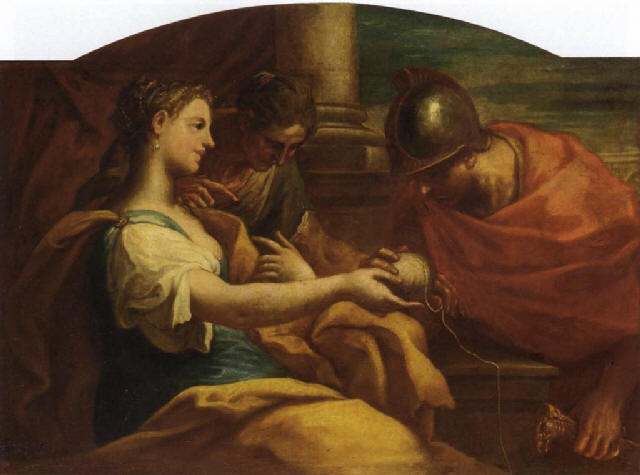
Niccolo Bambini: Ariadne und Theseus

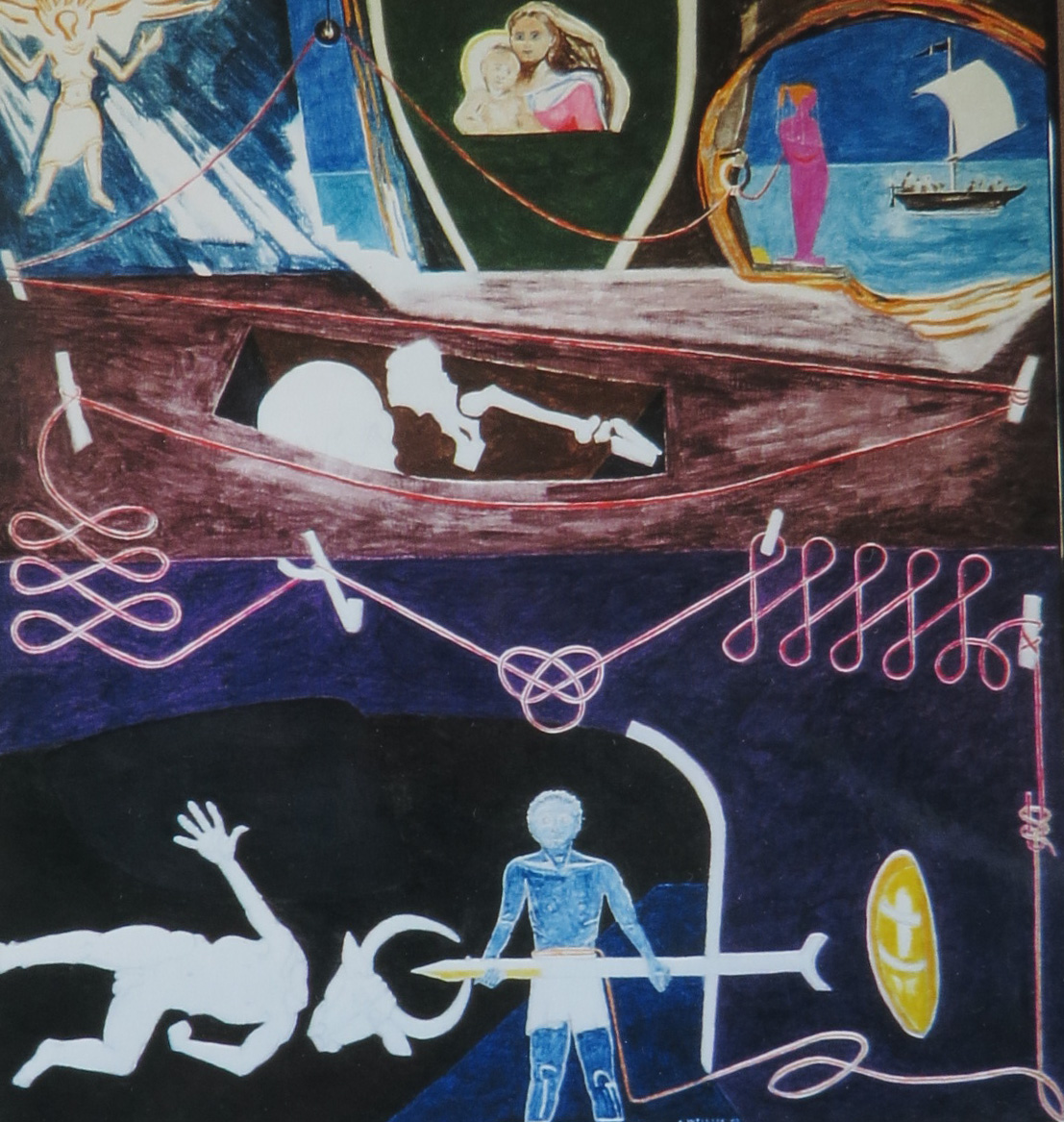
Alfons Weisser: Künstlerische Darstellung des Ariadnefadens

Der Ariadnefaden ist in der griechischen Mythologie ein Geschenk der Prinzessin Ariadne, Tochter des kretischen Königs Minos, an Theseus. Mit Hilfe des Fadens fand Theseus den Weg aus dem Labyrinth, in dem sich der Minotauros befand. Nachdem Theseus den Minotauros getötet hatte, konnte er entlang des Fadens das Labyrinth wieder verlassen. Der Hinweis für die Verwendung des Fadens stammte von Daidalos (deutsch: Dädalus), der auch das Labyrinth entworfen hatte.
Wenn man einen Irrgarten betritt und von Beginn an einen Faden abrollt, um so seine zurückgelegte Strecke zu markieren, kann man jederzeit ohne Probleme zum Eingang zurückfinden, indem man einfach den Faden zurückverfolgt. Praktisch wird dies bei der Erforschung von Höhlen, vor allem beim Höhlentauchen angewendet. Auch die Rückzugssicherung der bei Bränden vorgehenden Feuerwehrleute beruht auf diesem Prinzip.